# Monte del Falò
Il Monte del Falò o Monte Falò (1.081 m s.l.m.) è una montagna appartenente al gruppo del Mergozzolo nelle Alpi Pennine.

Il monte è anche localmente chiamato Le tre montagnette per tre cime di cui si compone.

## Descrizione
La montagna è situata nel comune di Armeno in provincia di Novara, quasi al confine con la provincia del VCO. Si trova al centro del Vergante, pressoché alla stessa distanza dalla sponda del lago Lago d'Orta e quella del Lago Maggiore, in posizione sovrastante la Valle dell'Agogna. La sua prominenza topografica è di 100 metri.
Dalle pendici del monte ha origine il Rio Rocco, affluente dell'Agogna
Le tre cime sono un ottimo punto panoramico sui laghi d'Orta, Maggiore e l'arco alpino.
Prodotto tipico della zona è la Toma del Mottarone che viene ancora prodotta negli alpeggi posti sulla montagna.

## Galleria d'immagini

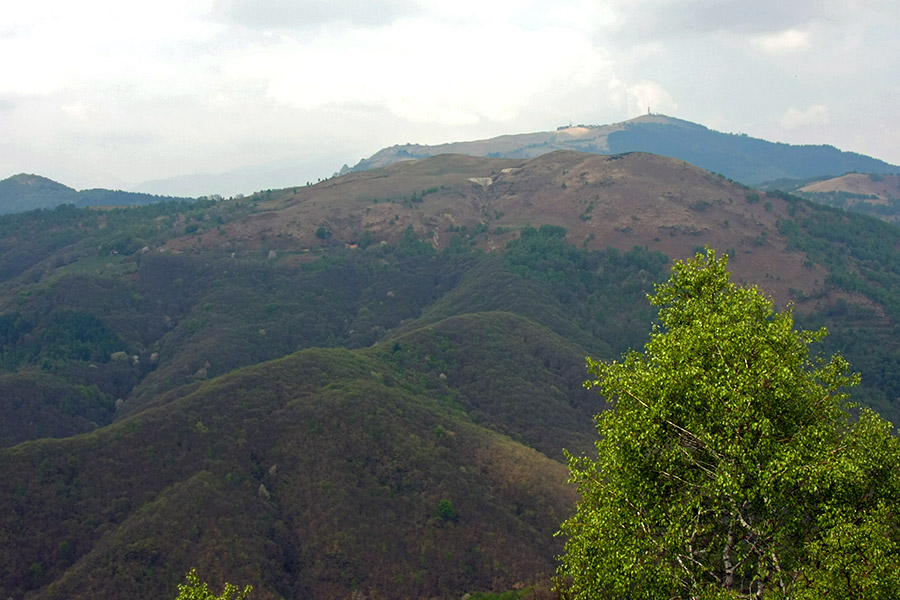
Le tre cime viste dal Monte Cornaggia
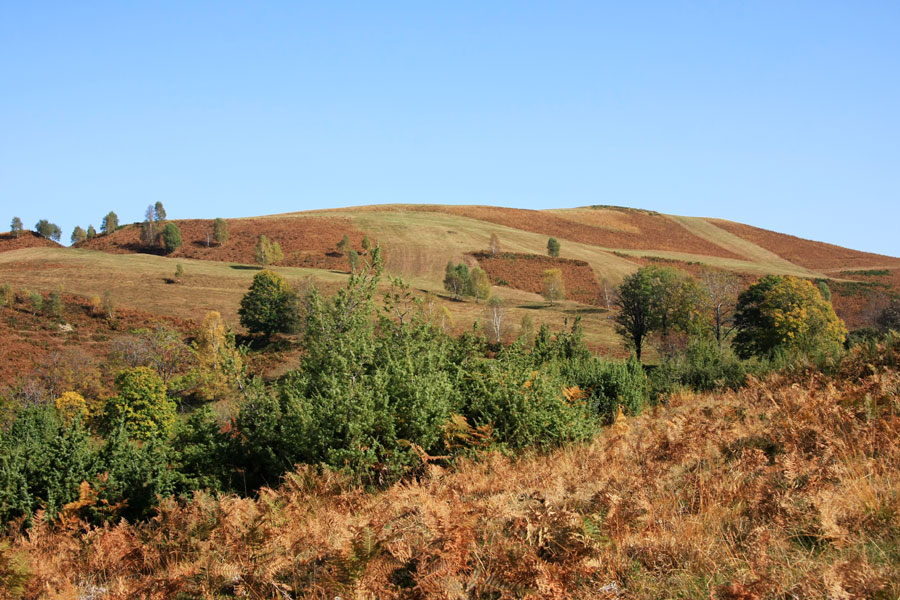
La cima del Monte Falò salendo da Coiromonte
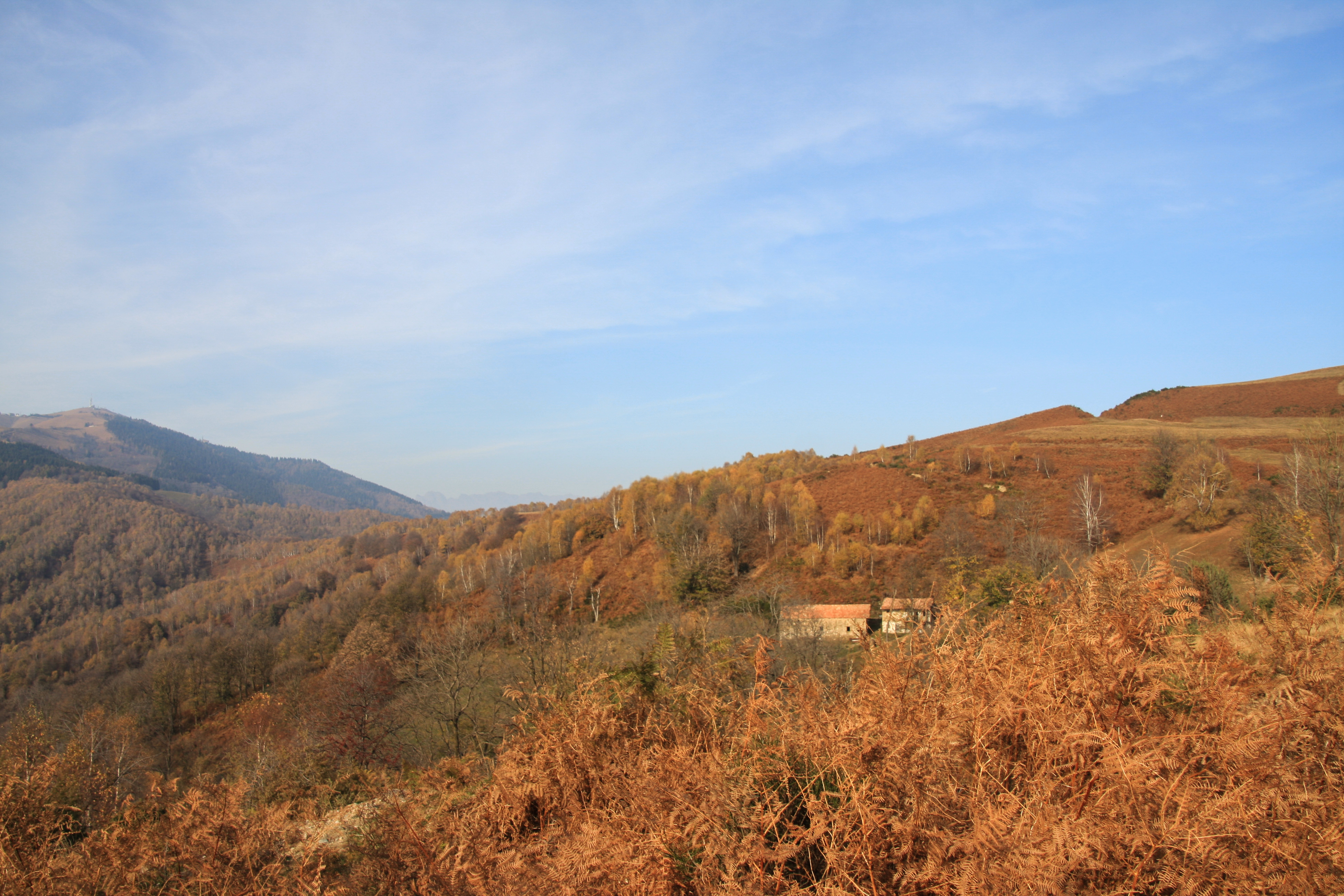
Veduta del Monte Falò sulla destra e il Mottarone sulla sinistra
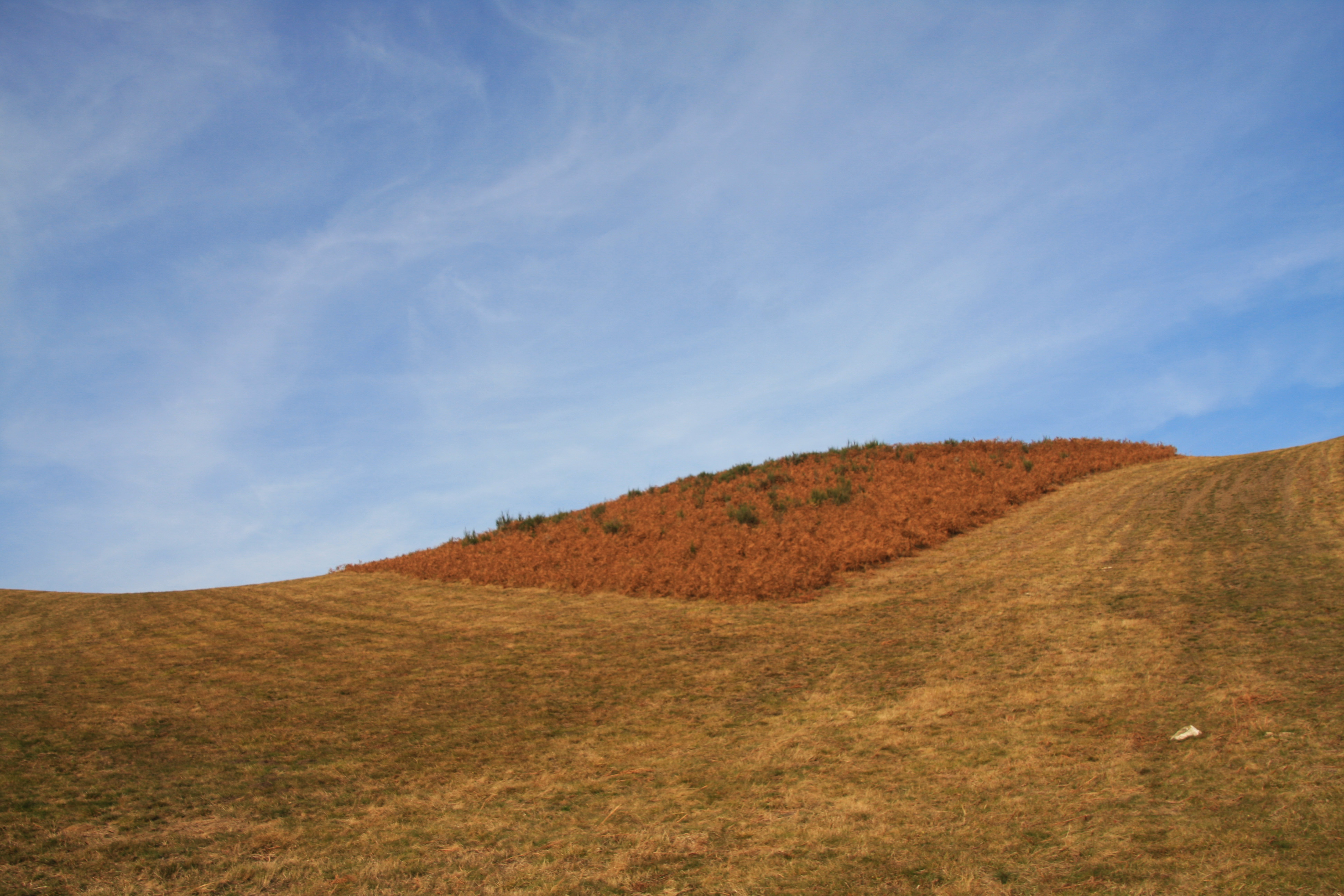
Veduta della salita dolce del monte verso la cima
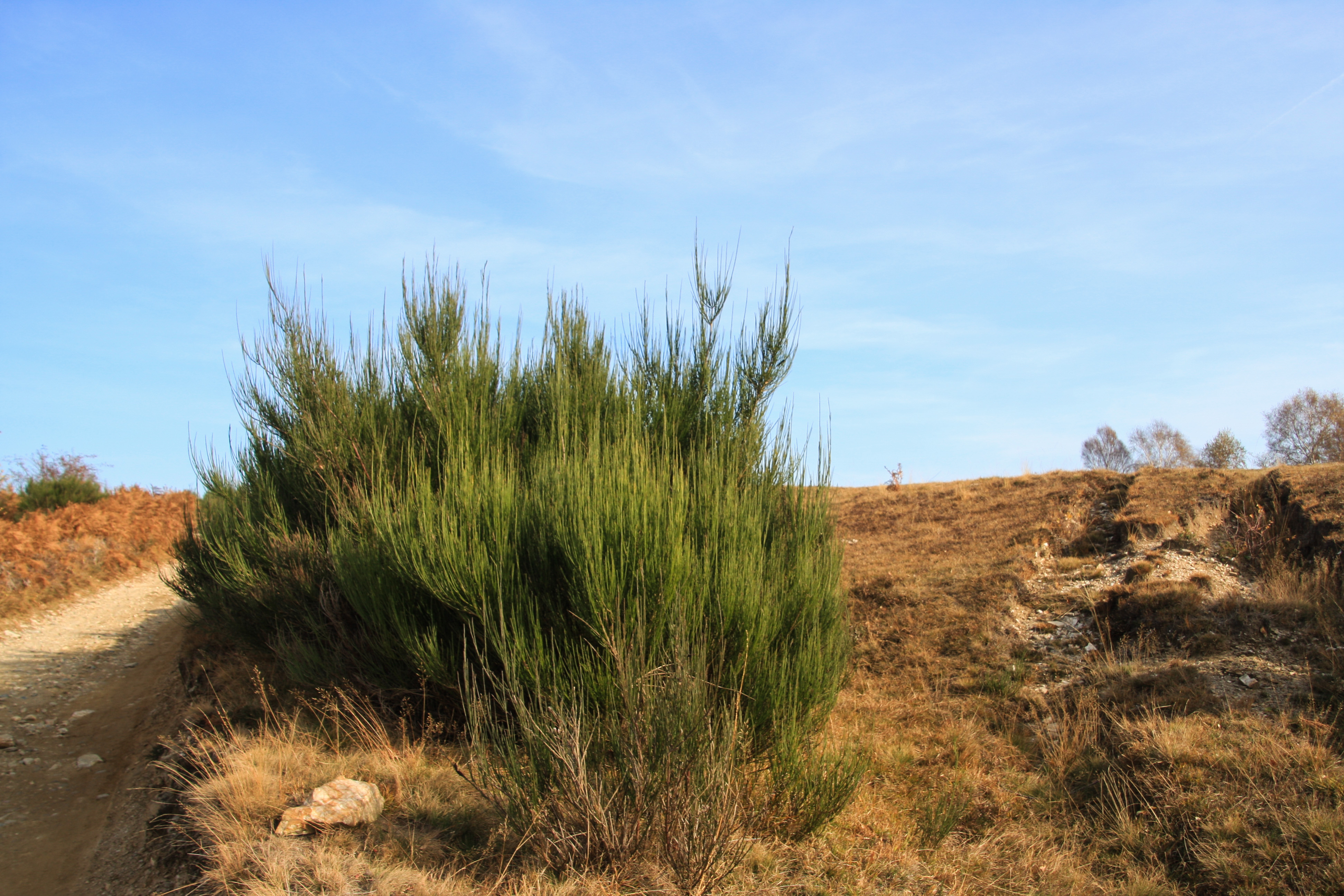
Una ginestra che cresce sui pendii del Monte Falò
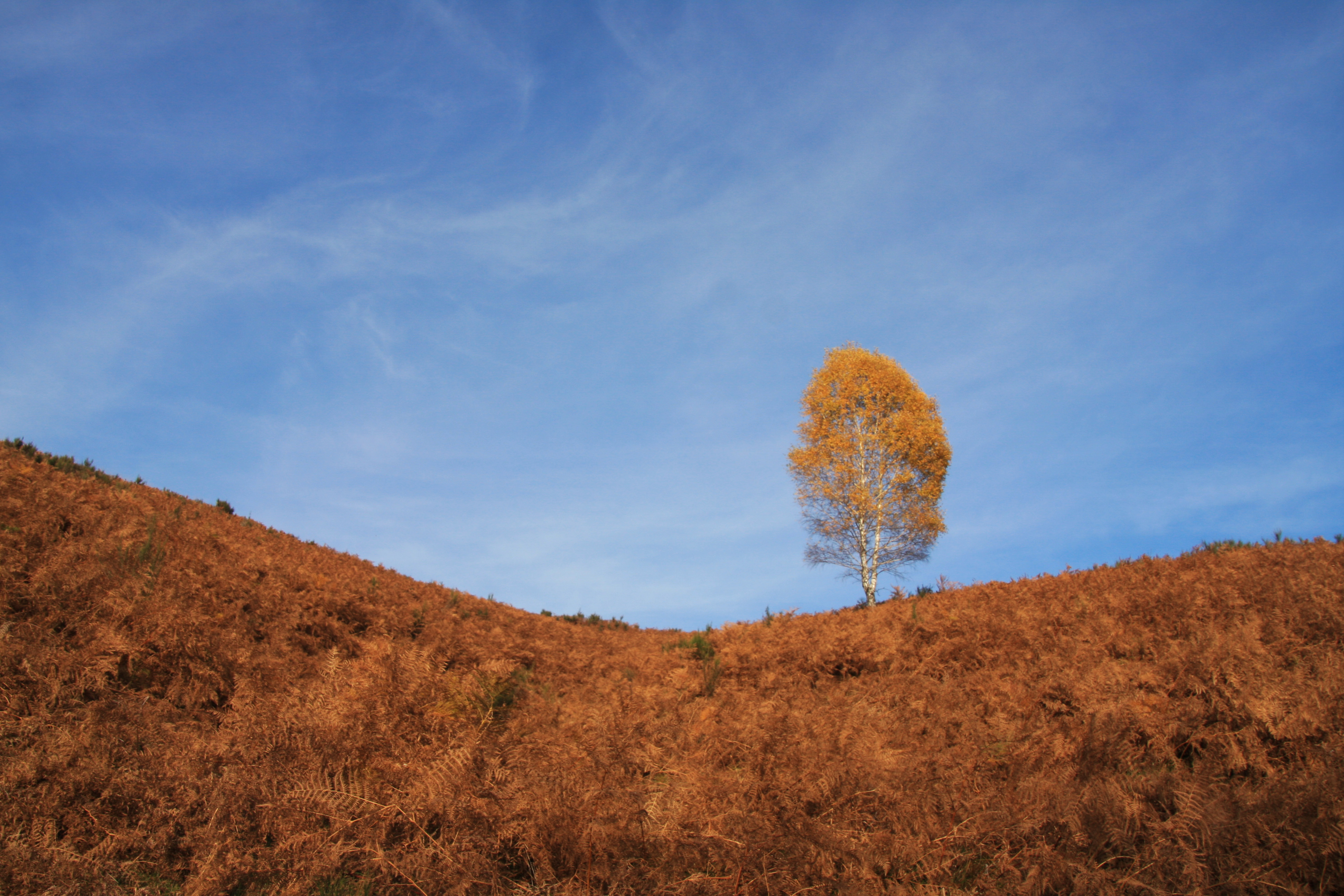
Una Betulla nei suoi colori autunnali cresce sul Monte Falò